# Friedrich Grünanger
Friedrich Grünanger (Segesvár, 25 gennaio 1856 – Salisburgo, 14 dicembre 1929) è stato un architetto austro-ungarico.

## Biografia
Nato a Segesvár, l'odierna città romena di Sighișoara, Grünanger completò i suoi studi presso la scuola di architettura dell'Accademia di belle arti di Vienna tra il 1877 ed il 1879. Allievo dell'architetto Friedrich von Schmidt, Grünanger divenne un esponente dell'eclettismo, dell'architettura neobarocca e della Secessione Viennese.
Nel 1879 fu assunto nella Direzione dei Lavori Pubblici del Ministero degli Interni del neonato Principato di Bulgaria come capo architetto per la città di Razgrad. Successivamente venne nominato architetto di corte dal Principe Alessandro I di Bulgaria. Durante la sua esperienza bulgara, proseguita anche sotto il regno di Ferdinando, Grünanger realizzò una serie di progetti che contribuirono a trasformare la nuova capitale dello stato bulgaro Sofia da un modesto villaggio ottomano ad una capitale dall'aspetto tipicamente mitteleuropeo. Nel 1908 si trasferì a Salisburgo, mentre tra il 1911 ed il 1914 fu di nuovo in Bulgaria per la realizzazione di altre opere. Con lo scoppio della prima guerra mondiale terminò definitivamente il suo operato in Bulgaria.

## Opere
Kjustendil 
- Scuole Magistrali, oggi Municipio

 Razgrad 
- Liceo
- Mauseo dei Soldati Russi (1879-1880)

 Ruse 
- Palazzo del Governatore, oggi Museo storico regionale (1878)
- Stazione meteorologica (1883)

 Sofia 
- Accademia militare (1906)
- Accademia Spirituale oggi Università di Sofia
- Bagni termali di Sofia (1904-1909), oggi Museo di Storia di Sofia
- Casa Jablanskij (1907)
- Casa Sarmadzhiev, oggi Ambasciata turca a Sofia
- Palazzo Reale, oggi Galleria Nazionale e Museo Etnografico Nazionale (1880-1882)
- Seminario di Sofia (1902-1914)
- Sinagoga di Sofia (1904-1909)

 Varna 
- Liceo maschile

## Galleria d'immagini

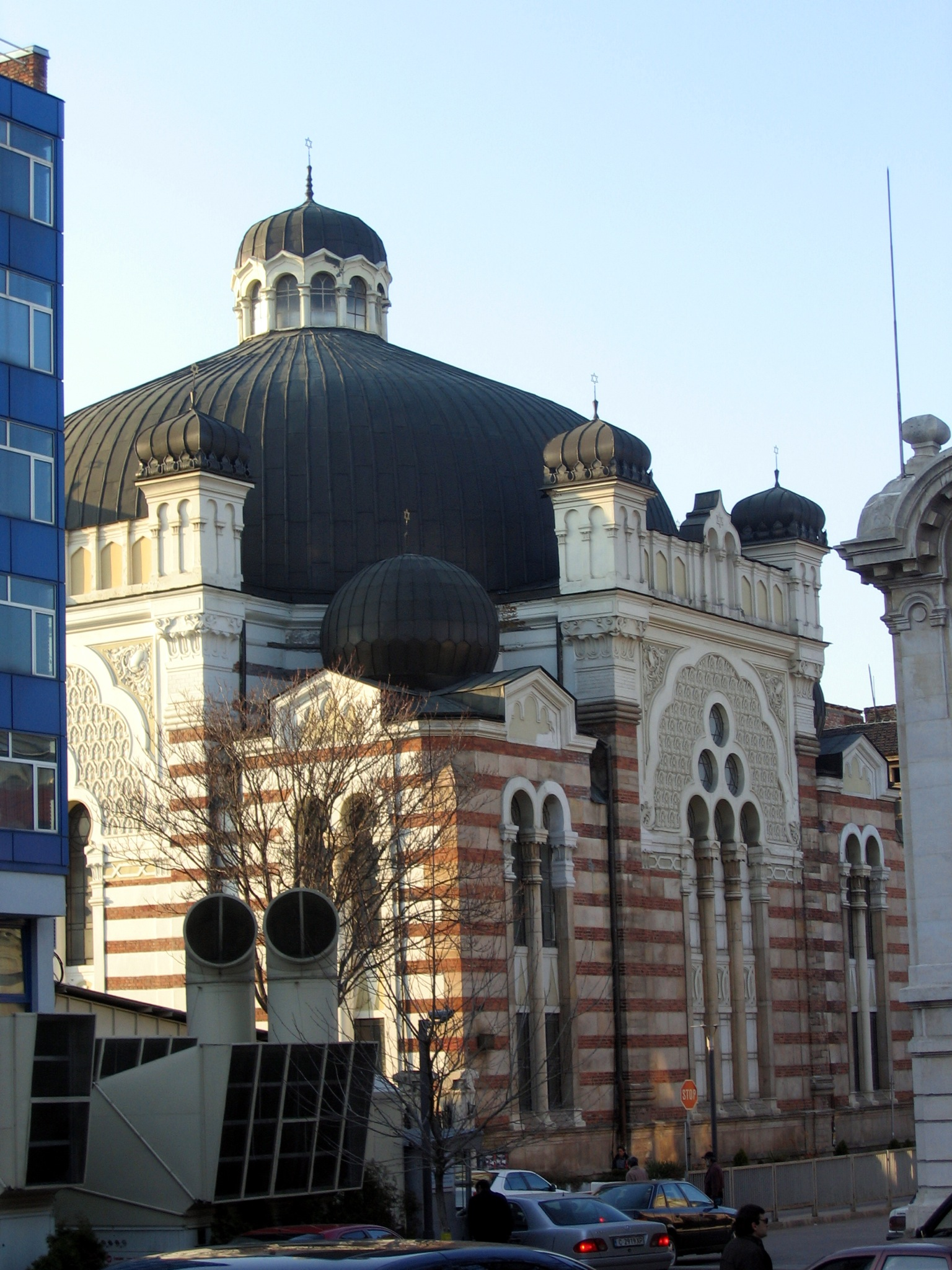
La Sinagoga di Sofia
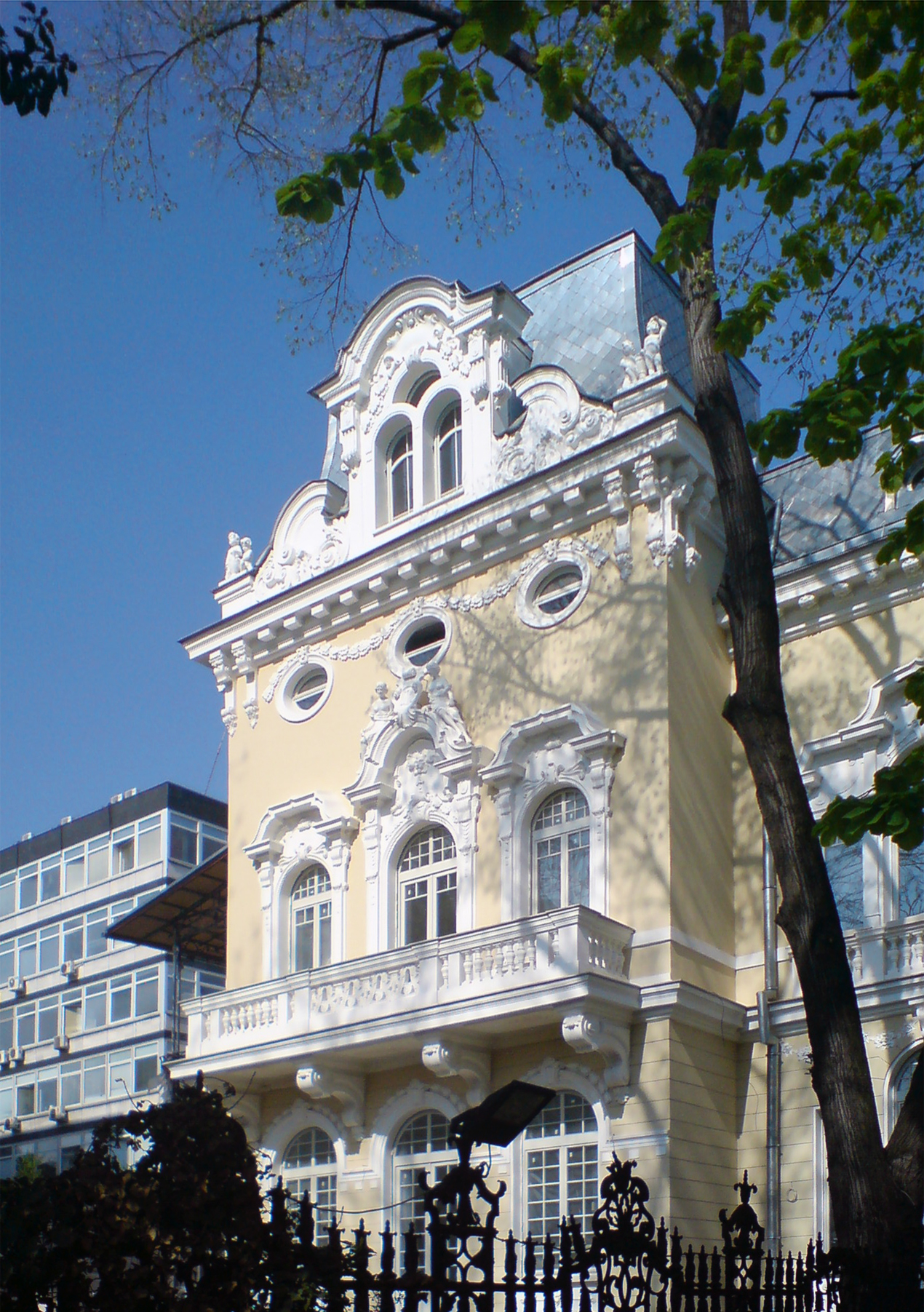
La Casa Jablanskij
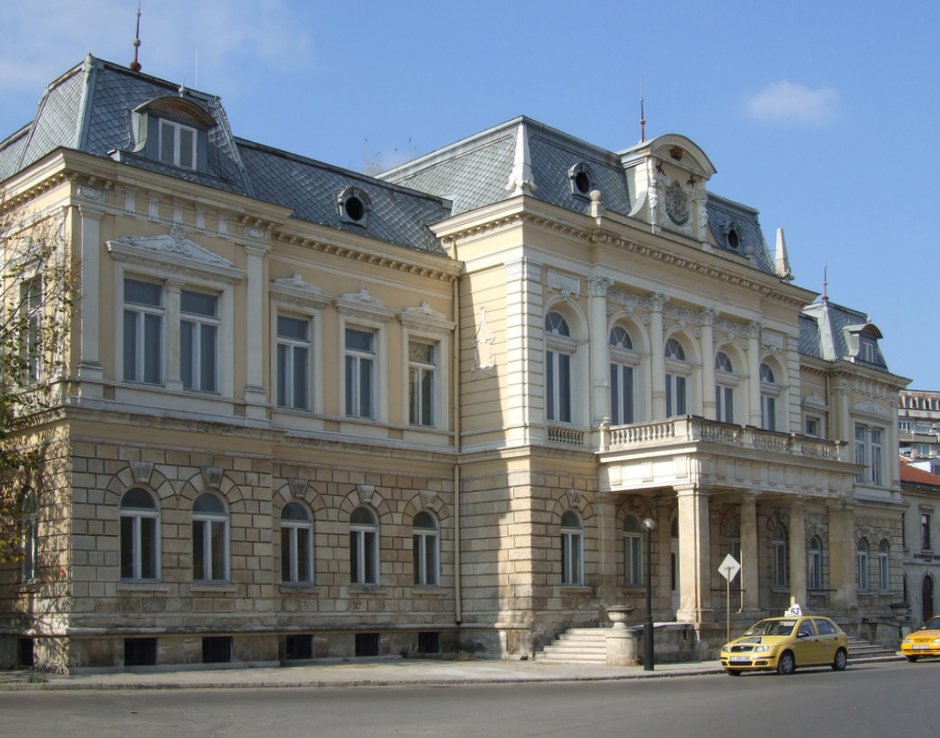
The Battenberg Palace in Rousse
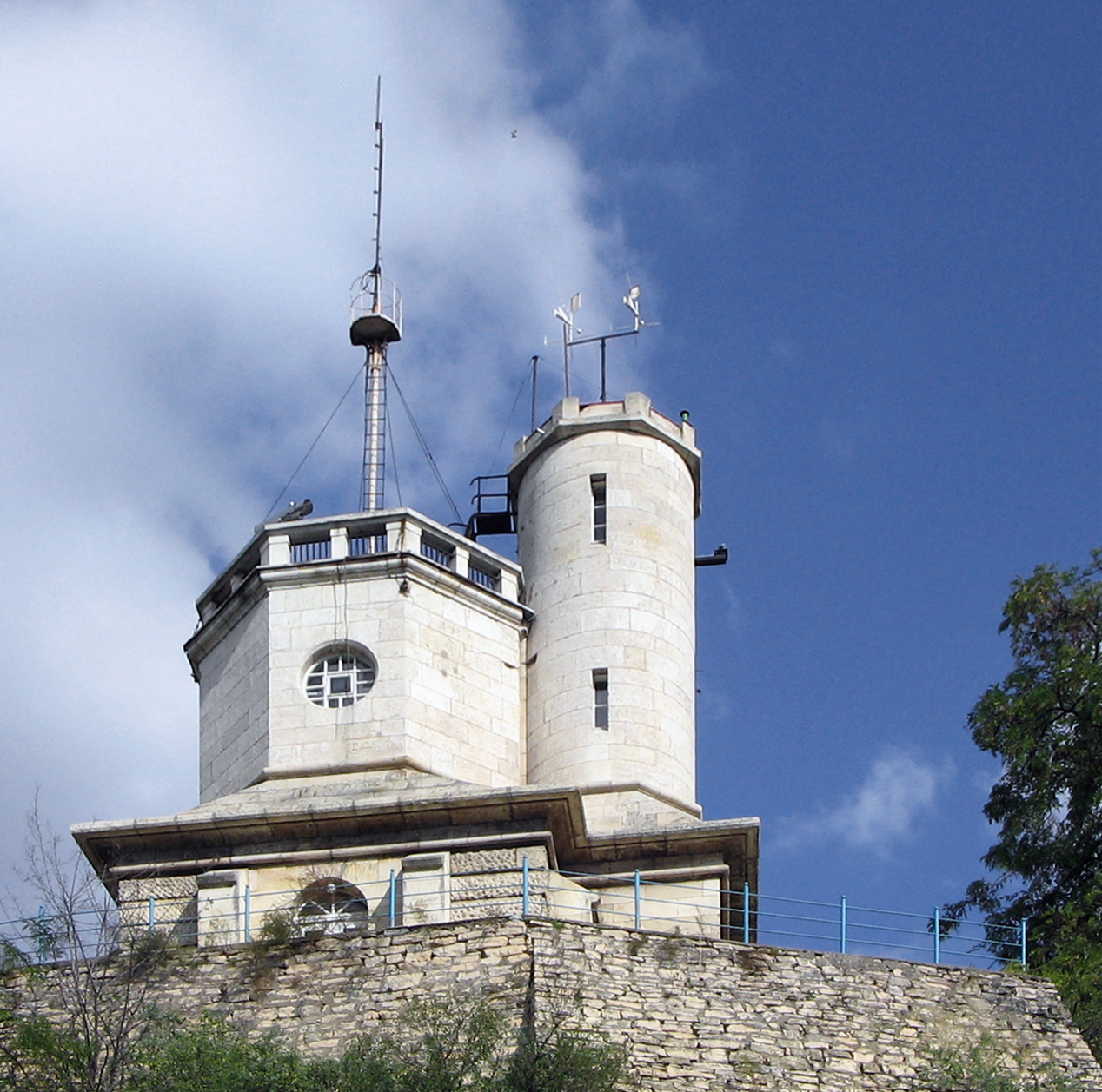
La stazione meteorologica di Ruse
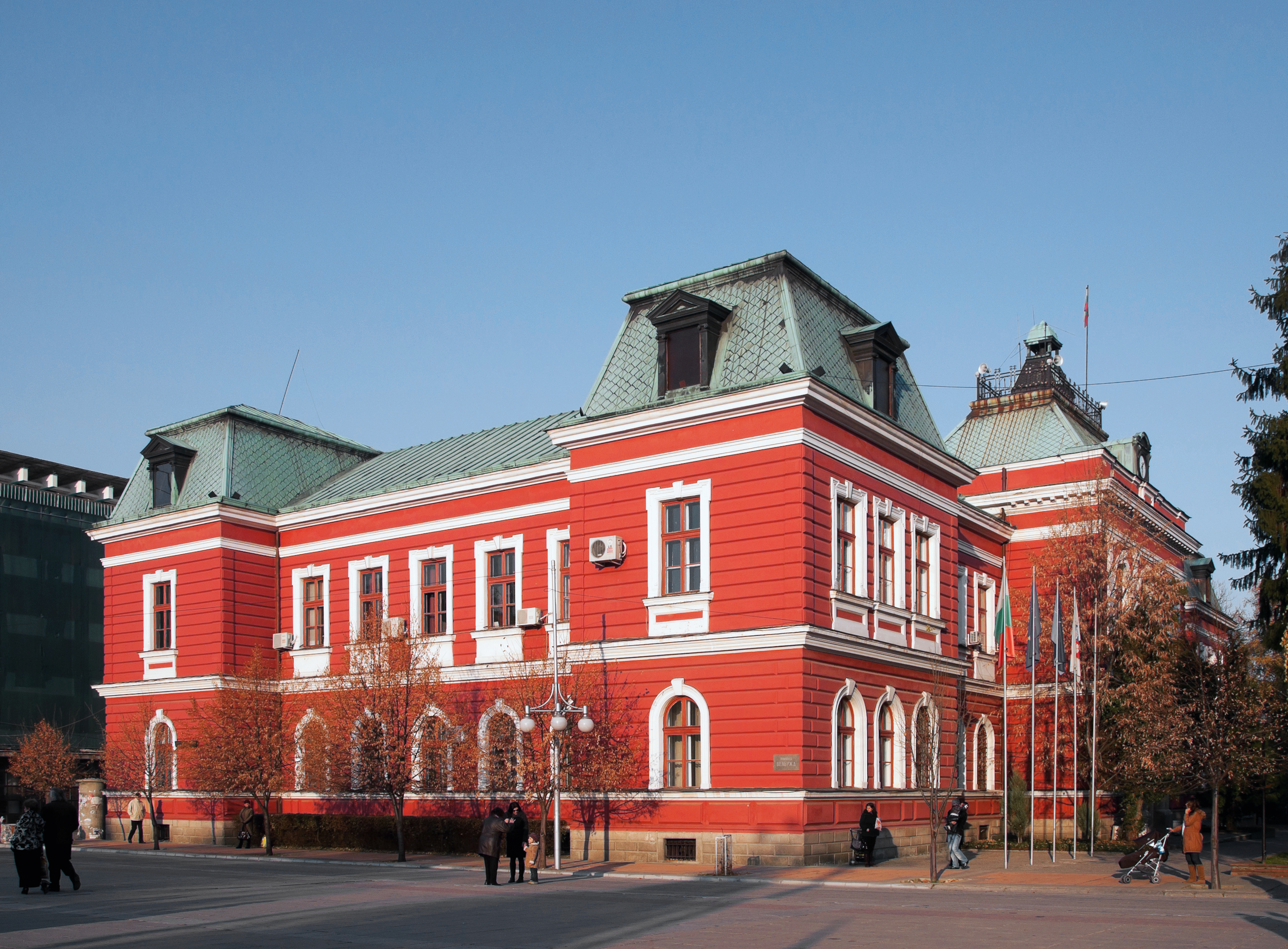
Il municipio di Kjustendil
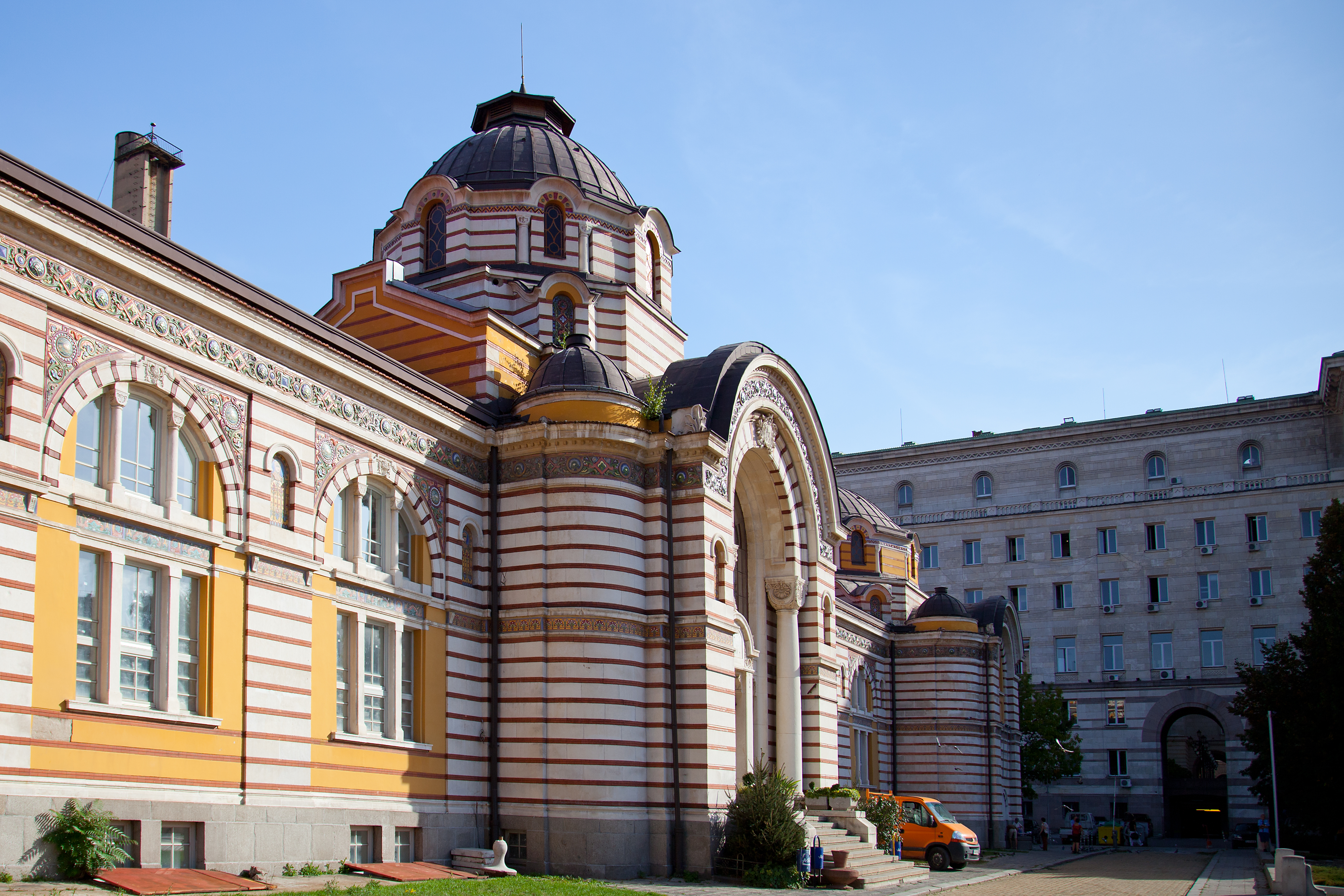
I bagni termali di Sofia